# KF Gjilan
Actualités
Dernière mise à jour : 30 janvier 2025.
Le Klubi Futbollistik Gjilani est un club de football fondé en 1995 et basé dans la ville de Gjilan, au Kosovo.
Le club a remporté le Championnat du Kosovo à trois reprises, en 1967, 1972 et 1976. Il a remporté la Coupe nationale en 2000. Le club découvre les compétitions européennes pour la première fois en 2020, participant aux tours préliminaires de Ligue Europa, contre le SP Tre Penne. Gjilan remporte le match 3-1.
Il est l'un des deux clubs de football de la ville de Gjilan jouant en Superliga du Kosovo, avec le KF Drita.

## Bilan sportif

### Palmarès
- Championnat du Kosovo (3)
  - Champion : 1967, 1972, 1976
  - Vice-champion : 2020

- Coupe du Kosovo (1)
  - Vainqueur : 2000
  - Finaliste : 2002 et 2023

- Supercoupe du Kosovo (1)
  - Vainqueur : 2000

### Bilan européen
Note : dans les résultats ci-dessous, le score du club est toujours donné en premier
| Saison    | Compétition             | Tour              | Club               | Domicile | Extérieur | Total |
| --------- | ----------------------- | ----------------- | ------------------ | -------- | --------- | ----- |
| 2020-2021 | Ligue Europa            | Tour préliminaire | SP Tre Penne       | N/A      | 3 - 1     | 3 - 1 |
| 2020-2021 | Ligue Europa            | Premier tour Q    | APOEL Nicosie      | 0 - 2 ap | N/A       | 0 - 2 |
| 2022-2023 | Ligue Europa Conférence | Premier tour Q    | FK Liepāja         | 1 - 0    | 1 - 3     | 2 - 3 |
| 2023-2024 | Ligue Europa Conférence | Premier tour Q    | Progrès Niederkorn | 0 - 2    | 2 - 2     | 2 - 4 |

Légende
- Victoire ou qualification pour le tour suivant.
- Match nul.
- Défaite ou élimination de la compétition.